# Statarmuseet i Skåne

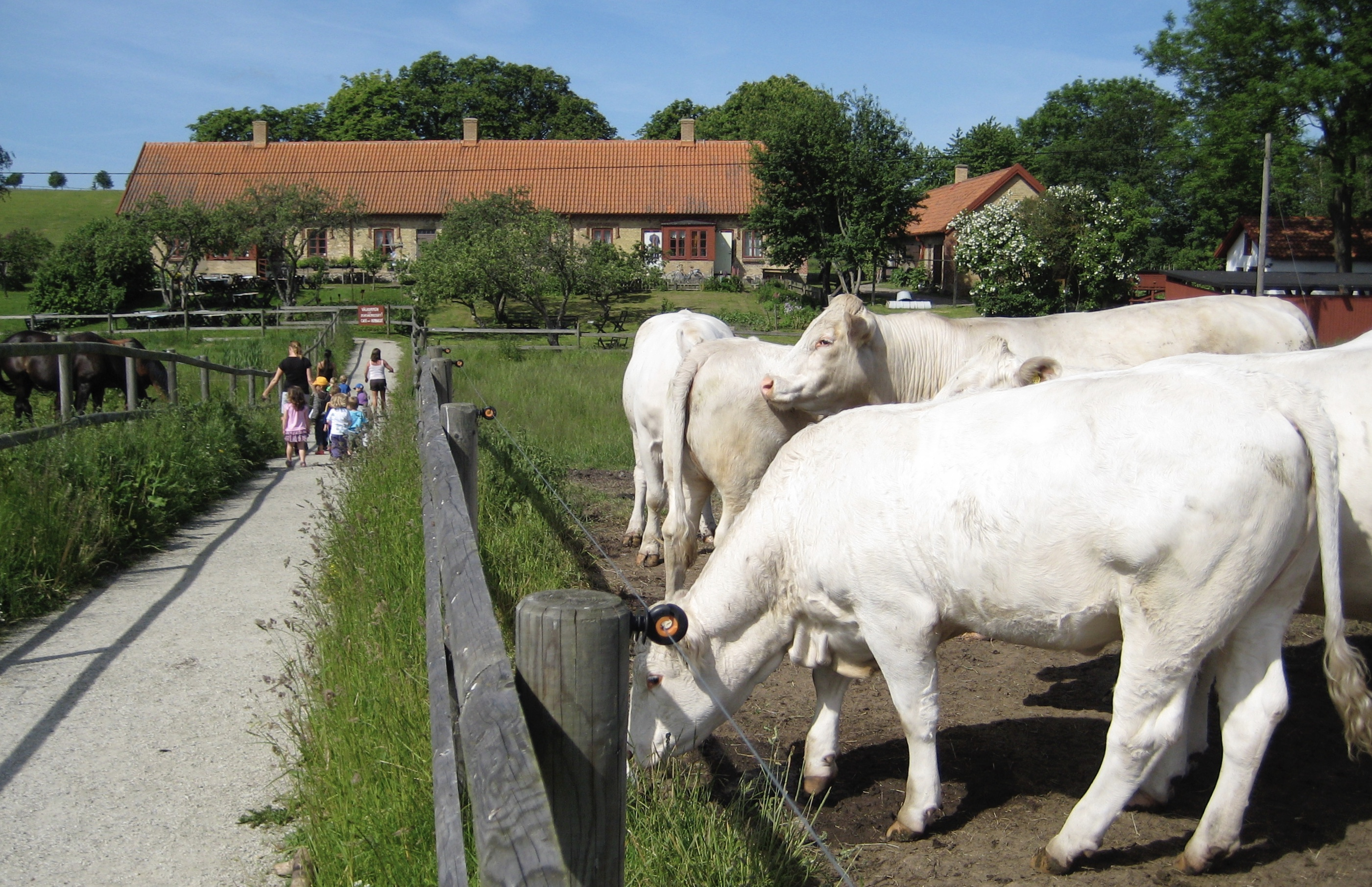
Statarmuseet intill Bokskogen i Torup.

Statarmuseet i Skåne öppnades år 1995 och var då det första museet av detta slag i Sverige. Statarmuseet i Skåne ligger i Svedala kommun vid Torups slott och är ett arbetslivsmuseum. Stiftelsens huvudmän var Svenska Lantarbetareförbundet - idag Svenska Kommunalarbetareförbundet, ABF Skåne, Stiftelsen Statarliv i Skåne och Svedala kommun.  
Statarmuseet i Skåne är ett av de museer/kulturarv med årligt anslag från Region Skånes kulturförvaltning.

## Museets tillkomst
Museet invigdes 23 april 1995 och var ett resultat av Gräv där du står projektet  "Det skånska statar- och lantarbetarprojektet". Genomfördes av ABF Skåne, dåvarande Svenska lantarbetareförbundet och Historiska institutionen vid Lunds universitet. Dokumentationen premiärpresenterades den 16 juni 1985 på Christinehofs slott med arbetarspelet "I skuggan - ett spel om statare i uppror", kvinnokavalkaden "Trasmattan berättar", barnens lekar, kostymskisser till arbetarspelet av Bernt Franckié Grünewald, bokillustrationer av Gert-Ove Pettersson till  Ulf Nilssons bok "Jord och fria fåglar", boken "Skånska statare och lantarbetare berättar" redigerad av historieprofessor Lars Olsson. Dokumentationen presenterades även 1986 på Christinehofs slott med inspelning för SvT AB,  Kulturen i Lund, Vitabergsparken samt Folkets hus i Stockholm i samband med Svenska Lantarbetarförbundets 16 kongress med medverkan av  Ivar Lo-Johansson och Gunnar Sträng. Arbetarspelet  sändes i TV i samband med Gunnar strängs 80-årsdag 8 december.  
Arbetsgruppen för arbetsminnen i Skåne bildades ur Det skånska statar- och lantarbetarprojektet som tillsammans med museichefer från Malmö, Kristianstad och Landskrona arbetade för att skapa möjligheter till ett statarmuseum i Skåne. 1988 presenterade  Malmös dåvarande stadsantikvarie Bengt Salomonsson den fastighet i vilken Statarmuseet  I Skåne kom att byggas upp. 13 oktober 1991 bildades Stiftelsen Statarmuseet i Skåne med huvudmän Svenska Lantarbetareförbundet - idag Svenska Kommunalarbetareförbundet, ABF Skåne, Stiftelsen Statarliv i Skåne och Svedala kommun.1992 köptes fastigheten av Malmö kommun för en krona.

## Husets historia

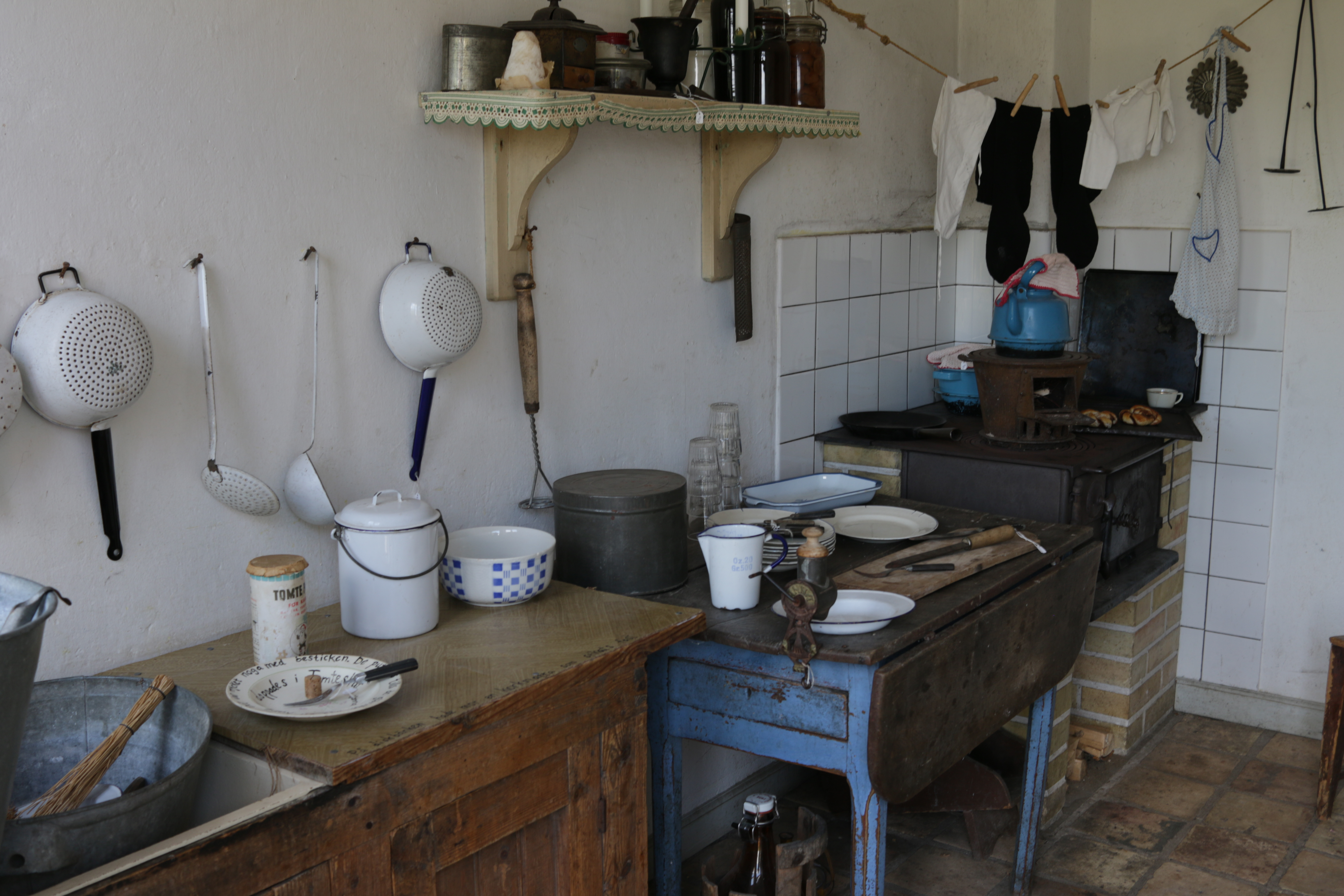
Interiör

Statarlängan "Långa huset, Långan, Kärringaträtan" byggdes år 1886 av Göthe Jöns Nilsson även känd som "Göthe murare". Huset kan däremot ha varit byggt utifrån ritningar av den svenske arkitekten Helgo Zettervall som även har byggt om Lunds domkyrka och Uppsala domkyrka.
Huset var fram till 1945 ett boende för de statare och därefter de lantarbetare som arbetade på Torups slott.  
Långa huset bestod ursprungligen av sex lägenheter med tillhörande uthus. 

## Museet

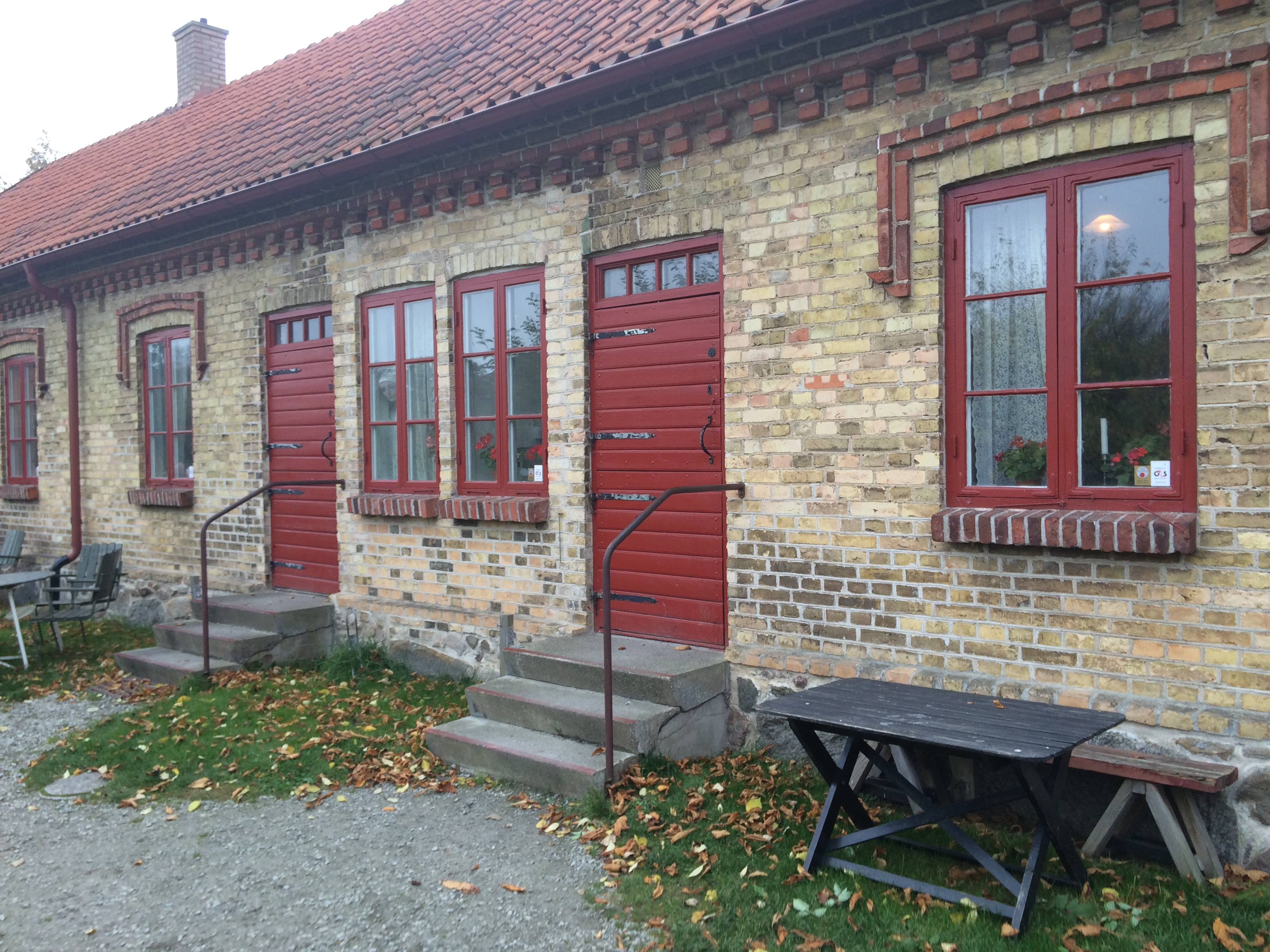
Långa huset

Museet presenterar statar- och lantarbetarfamiljernas liv med hjälp av två familjer som en gång bodde här. Rekonstruerade bostads-, uthus-, odlings- och trädgårdsmiljöer daterade 1928och 1952. Utställningar om statarsystemet, jordarbetet, mjölkningsplikten "den vita piskan", och Sveriges enda Arbetarbibliotekmuseum. I Djurparken möter besökaren de djur statar- och lantarbetarfamiljerna ofta höll sig med. Kaniner - idag dvärgvädur och Örestadskanin. Höns - idag genbank med Åsbohöns samt "höns från hela världen". Grisar- idag minigrisar. Alla odlingar är ekologiska. Här finns Kafé & Kök med högsta KRAV-certifieringen, hembakat, hemlagat och hemtrevligt. I Butik, Bokhandel och Skafferi erbjuds ett sortiment med fokus på hållbarhet.  Statarmuseet arbetar med kulturarvspedagogik sedan starten 1995 . 

## Utmärkelser
- Årets Bevarandepris 1995, Byggnadsnämnden Svedala kommun
- Kämpestipendiet 1995, Svenska Lantarbetarförbundet
- Diplom för god byggnadsvård 1996, Svenska föreningen för byggnadsvård
- LO:s kulturstipendium 1997[32]
- Årets Museum Hederspris 2009 till Arbetslivsmuseer, Riksförbundet Sveriges Museer
- Arkitekturpris 2013, Svedala kommun.
- Illis quorum meruere labores [33]. Kunglig guldmedalj tilldelades 2016 museichef Barbro Franckié
- Årets Arbetslivsmuseum 2020.[34], Arbetets Museum, Sjöhistoriska, Järnvägsmuseet, Sveriges Försvarshistoriska museer  - Insektshotell

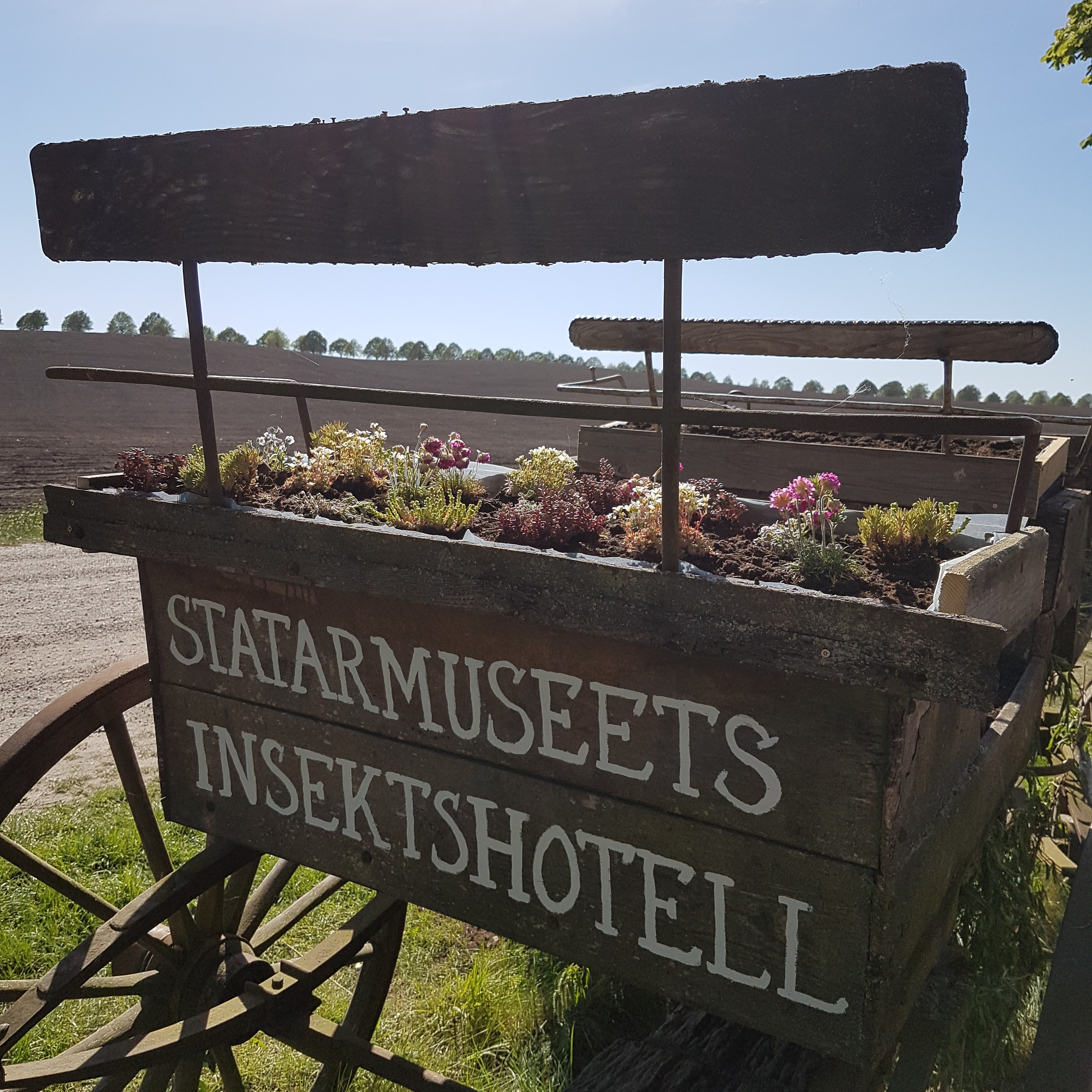
Insektshotell
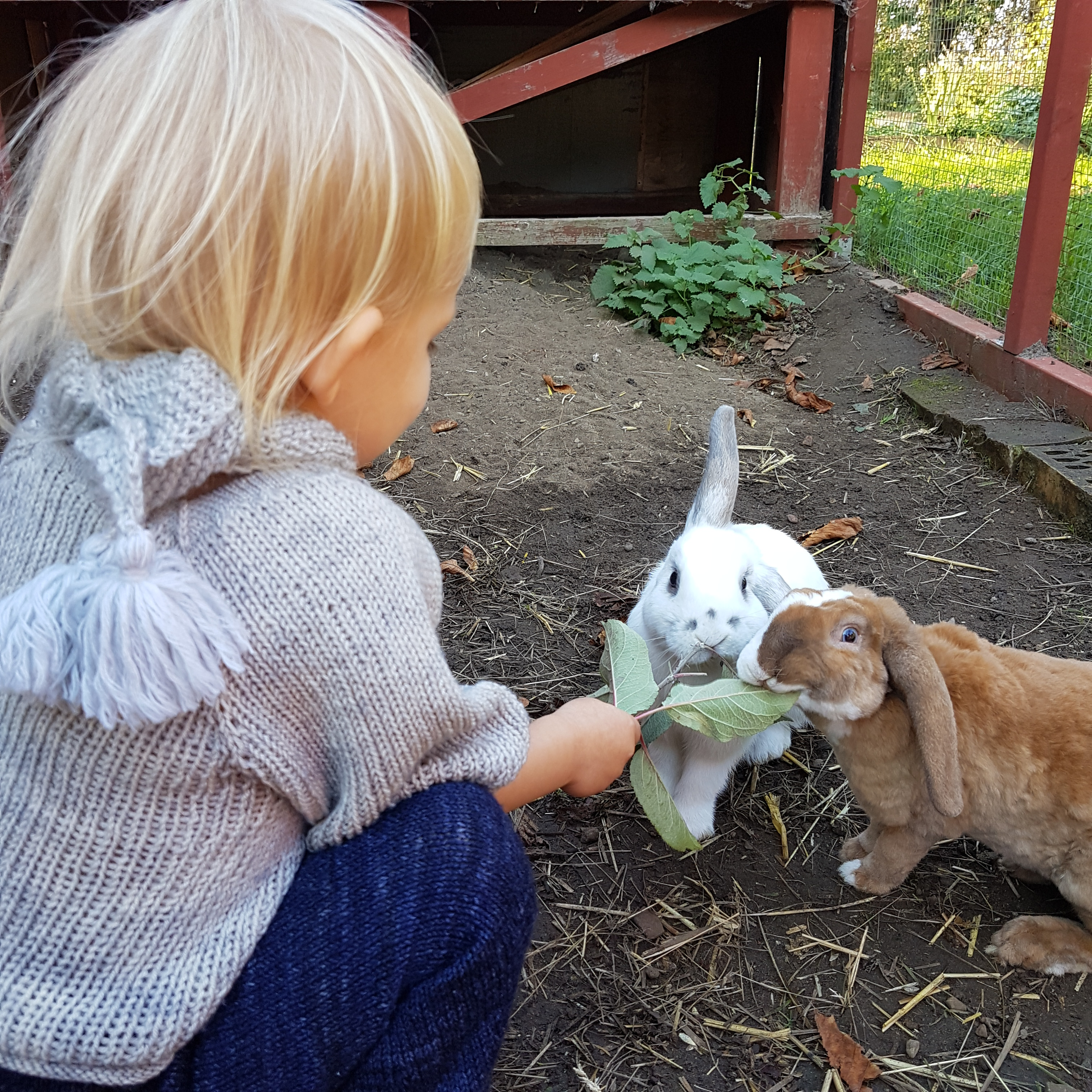
Pedagogik på Statarmuseet i Skåne
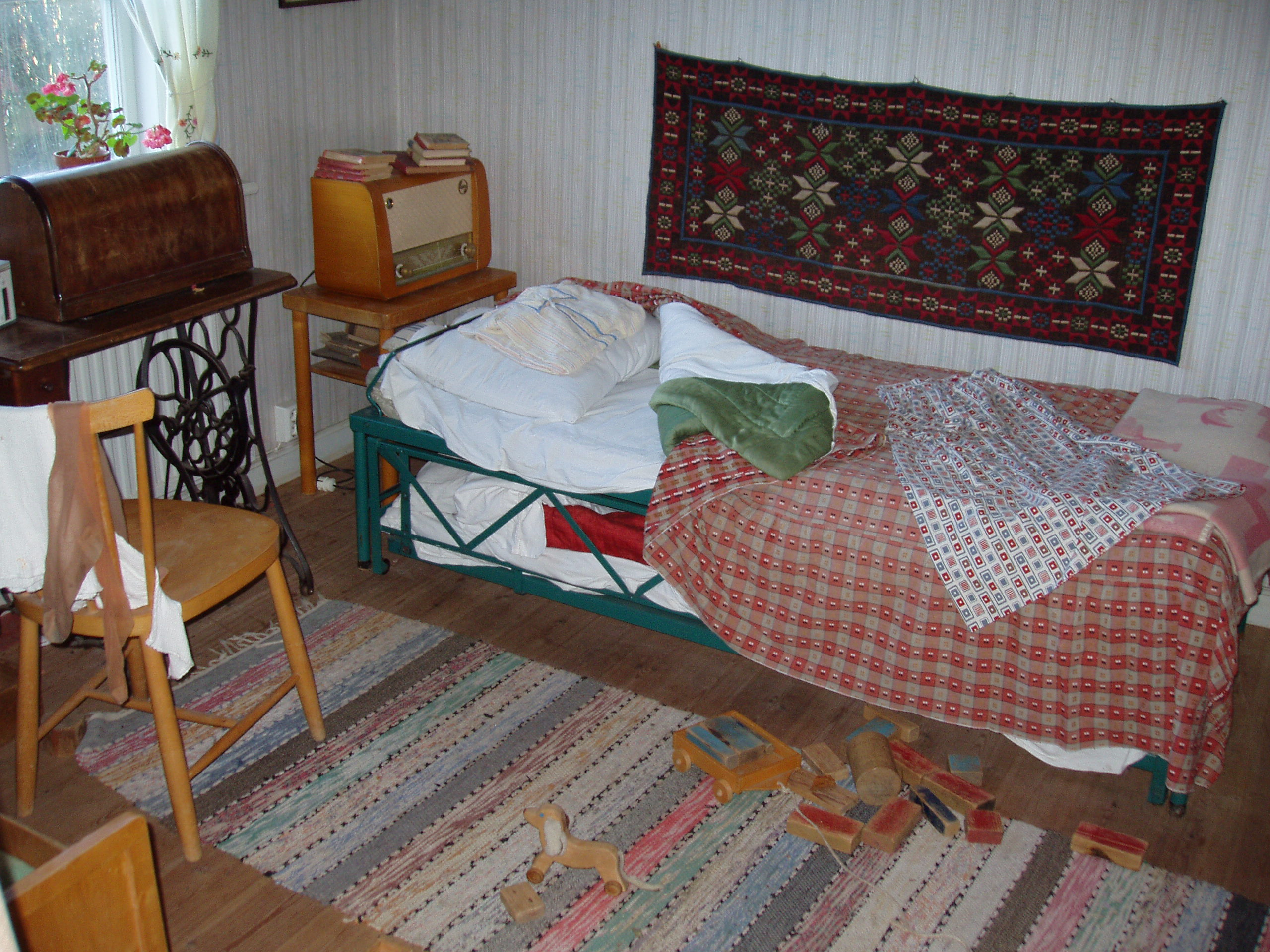
Besök Asta och Tore 1952
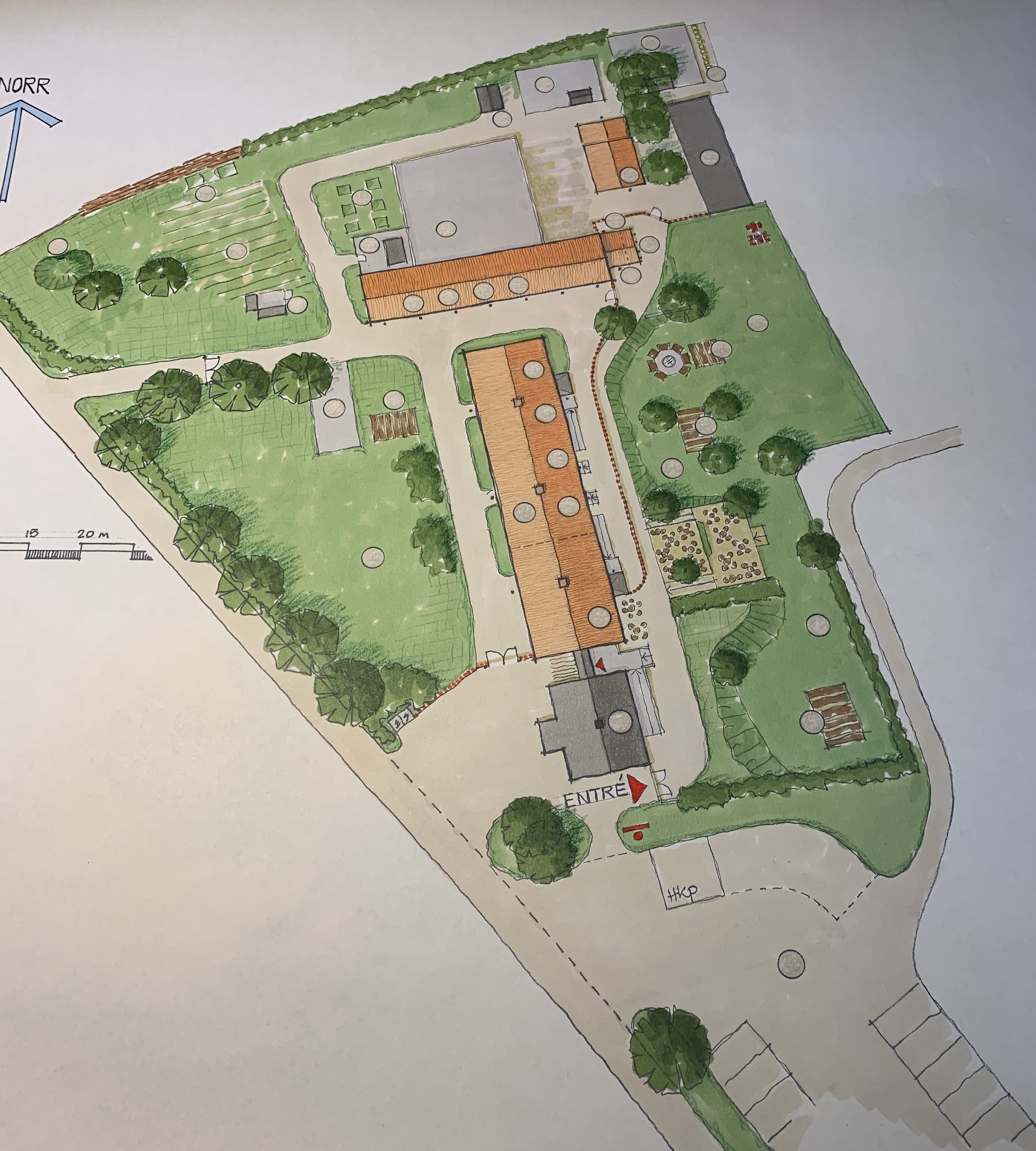
Översiktskarta för Statarmuseet i Skåne
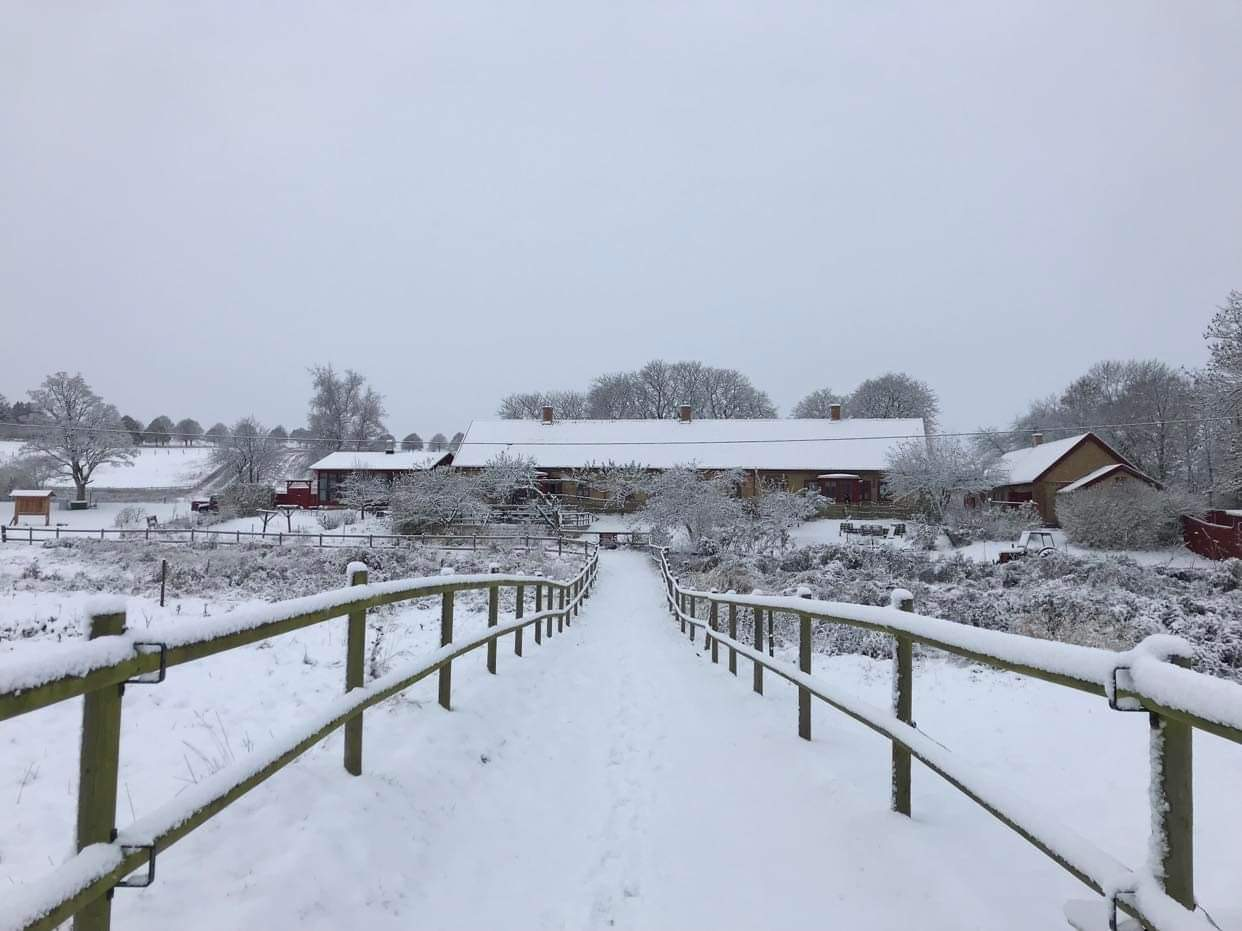
Vintertid i Torup

  - Pedagogik på Statarmuseet i Skåne
  - Besök Asta och Tore 1952
  - Översiktskarta för Statarmuseet i Skåne
  - Vintertid i Torup